# Assequins
Assequins é uma área medianamente urbanizada da cidade de Águeda, freguesia de Águeda e Borralha, no Município de Águeda. Conta com 924 habitantes (2021).
Foi vila e sede de concelho autónomo por foral dado por D. Manuel a 4 de Agosto de 1515.

## Cronologia
- 1515, 04 Agosto - concessão de foral por D. Manuel[2][3]

## Património
- Pelourinho de Assequins